# کینگ بچ
اندرو بی. بچلو (به انگلیسی: Andrew B. Bachelor) (زاده ۲۶ ژوئن ۱۹۸۸)، با نام مستعار کینگ بچ، بازیگر، کمدین و شخصیت اینترنتی کانادایی است. او بیشترین دنبال کننده را در واین دارد.
او در فیلم‌های تقدیم به همه پسرانی که عاشقشان بودم، جابجایی اعضای خانواده، وقتی برای اولین بار ملاقات کردیم و تعطیلات بازی کرده‌است.